# Kronleuchter

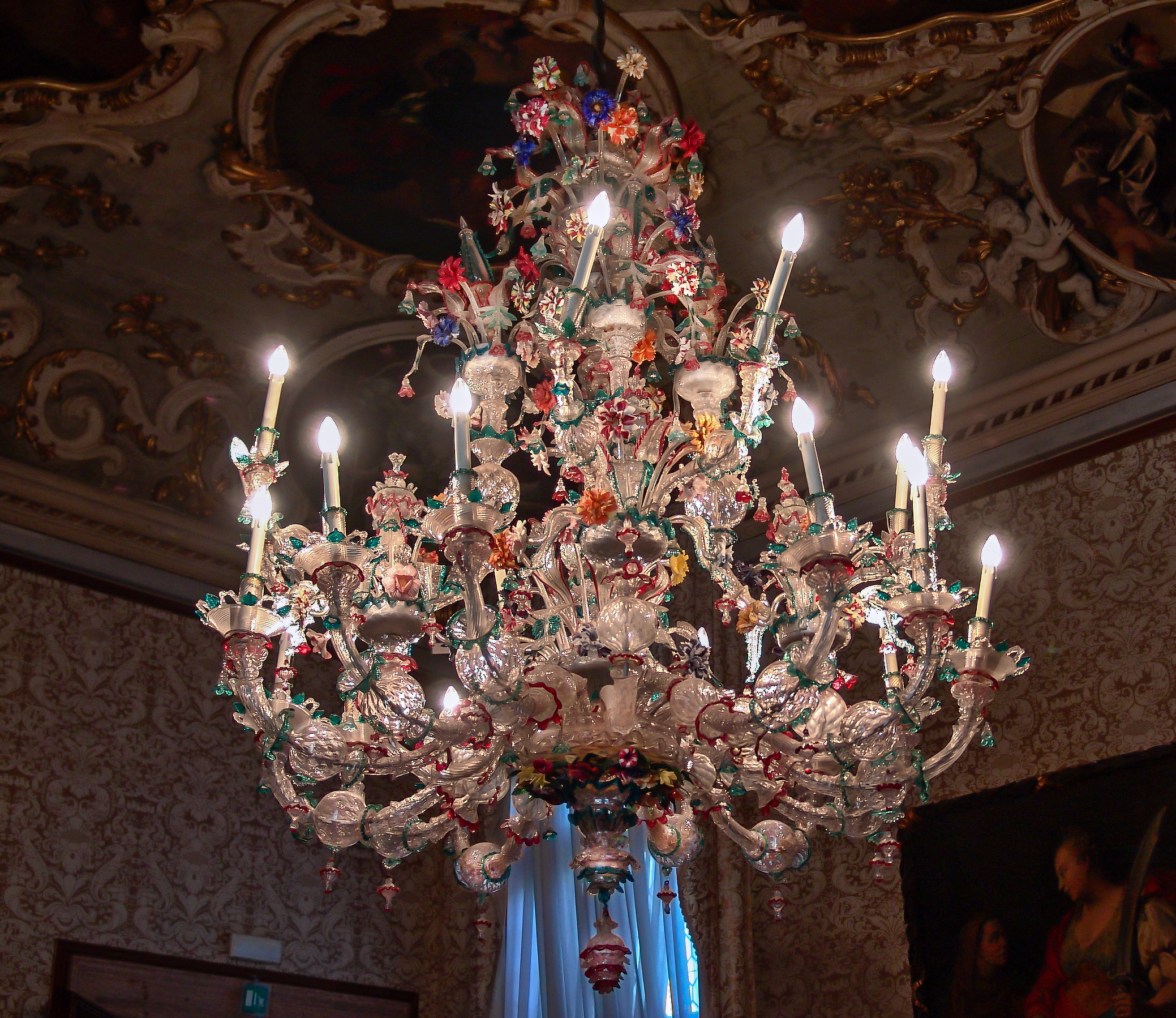
Kronleuchter aus Murano-Glas in der Ca’ Rezzonico, Venedig

Ein Kronleuchter (auch Lüster, in Österreich Luster) ist ein Beleuchtungselement, das zumeist von der Decke hängt und durch die Verwendung von mehreren Lichtquellen und – häufig – Elementen zur Lichtbrechung (meist aus Metall, Edelstein, Glas oder Kunststoff) ein Lichterspiel produziert. Kronleuchter werden oft in hervorgehobenen Sälen, aber auch in Privathaushalten zu Repräsentationszwecken verwendet. Ursprünglich für eine Bestückung mit Kerzen gedacht, werden infolge der technischen Entwicklung des 19. und 20. Jahrhunderts auch mit Gas oder elektrischem Strom betriebene Kronleuchter hergestellt.

## Geschichte und Formen

### Vorläufer
Den in der Neuzeit entstandenen Kronleuchtern gingen kreisförmig angeordnete Lampen zur Beleuchtung von großen Kirchenräumen voraus. Abgesehen von koptischen Ampelkronen aus dem 5. Jh. nach Christus stammen die ältesten erhaltenen Radleuchter aus romanischer Zeit. Sie haben eine reifenförmige Gestalt und gelten mit ihrem Schmuck aus Zinnen und Türmchen als Abbild des Himmlischen Jerusalem.

### Messingkronleuchter
In der Gotik haben dann die mehrflammigen Hängeleuchter einen Mittelschaft, von dem aus meist metallene Arme mit Kerzenhaltern abzweigen. Oft wird die Mittelachse figürlich ausgebildet, wie bei den verbreiteten Marienleuchtern. Damit war eine Grundform gegeben, die sich in der Neuzeit in den überaus häufigen "Kronen" aus Messing fortsetzt, wie sie noch heute in vielen Kirchen hängen, bis zum Anfang des 19. Jahrhunderts weiter entwickelt wurden und bis heute in verschiedenen Abwandlungen für den privaten Gebrauch produziert werden. Oft verzierte man diese hochpolierten, goldglänzenden Leuchter in der Barockzeit mit Kugeln und Reflektoren.
Die meisten Kronleuchter in protestantischen Kirchen der frühen Neuzeit sind Stiftungen, entweder von Privatpersonen oder von Korporationen. In der Regel wurden bei solchen Stiftungen auch die Finanzierung der Kerzen geregelt. Privatpersonen stifteten ein Kapital, von dessen Zinsen die Kerzen „zu ewigen Zeiten“ bezahlt werden sollten; Korporationen verpflichteten sich, die Kerzen aus ihren laufenden Einnahmen zu finanzieren. Die von Privatpersonen gestifteten Leuchter hingen ursprünglich meistens über den Gräbern der Stifter.

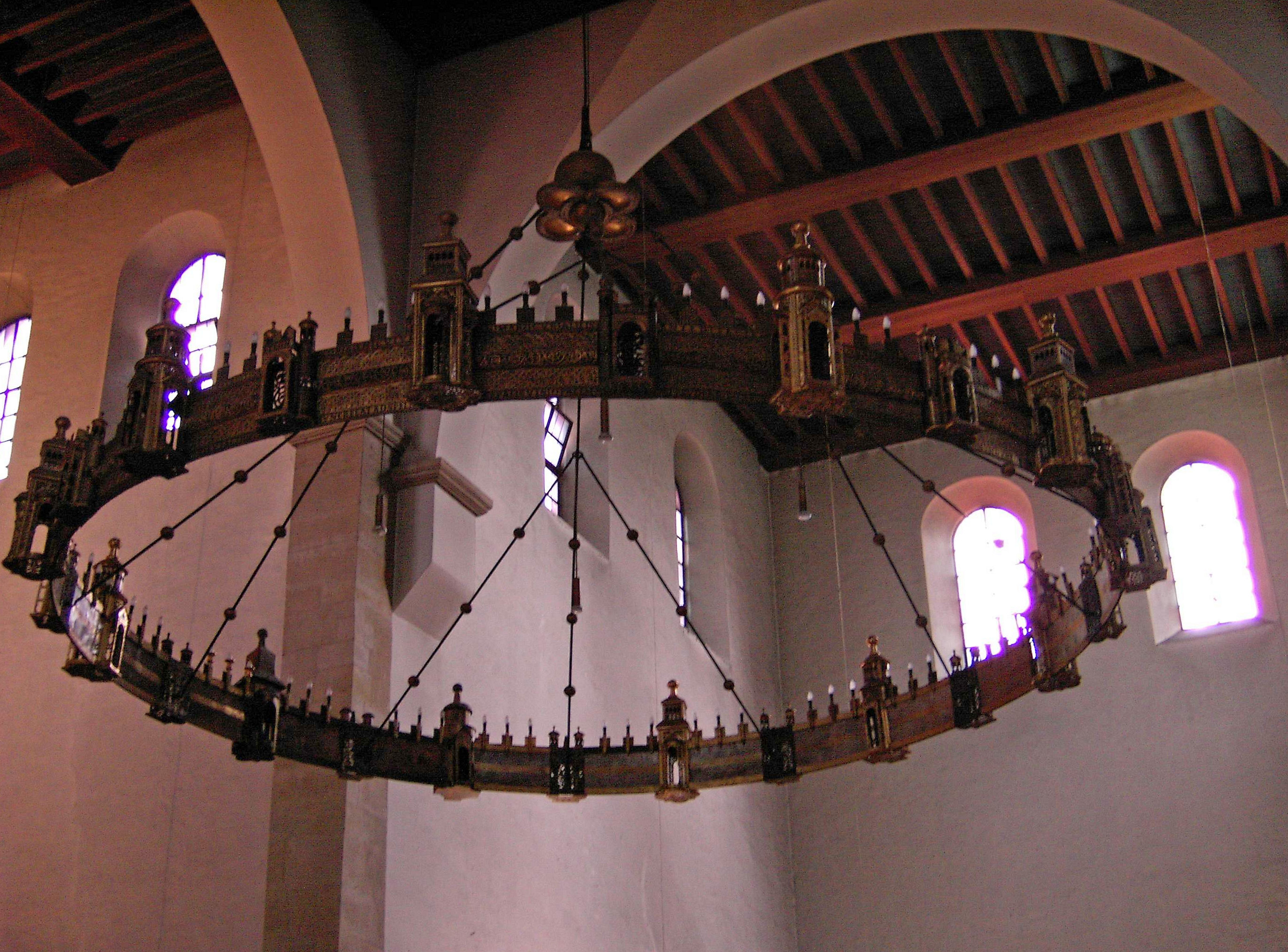
Heziloleuchter, ein romanischer Radleuchter im Hildesheimer Dom
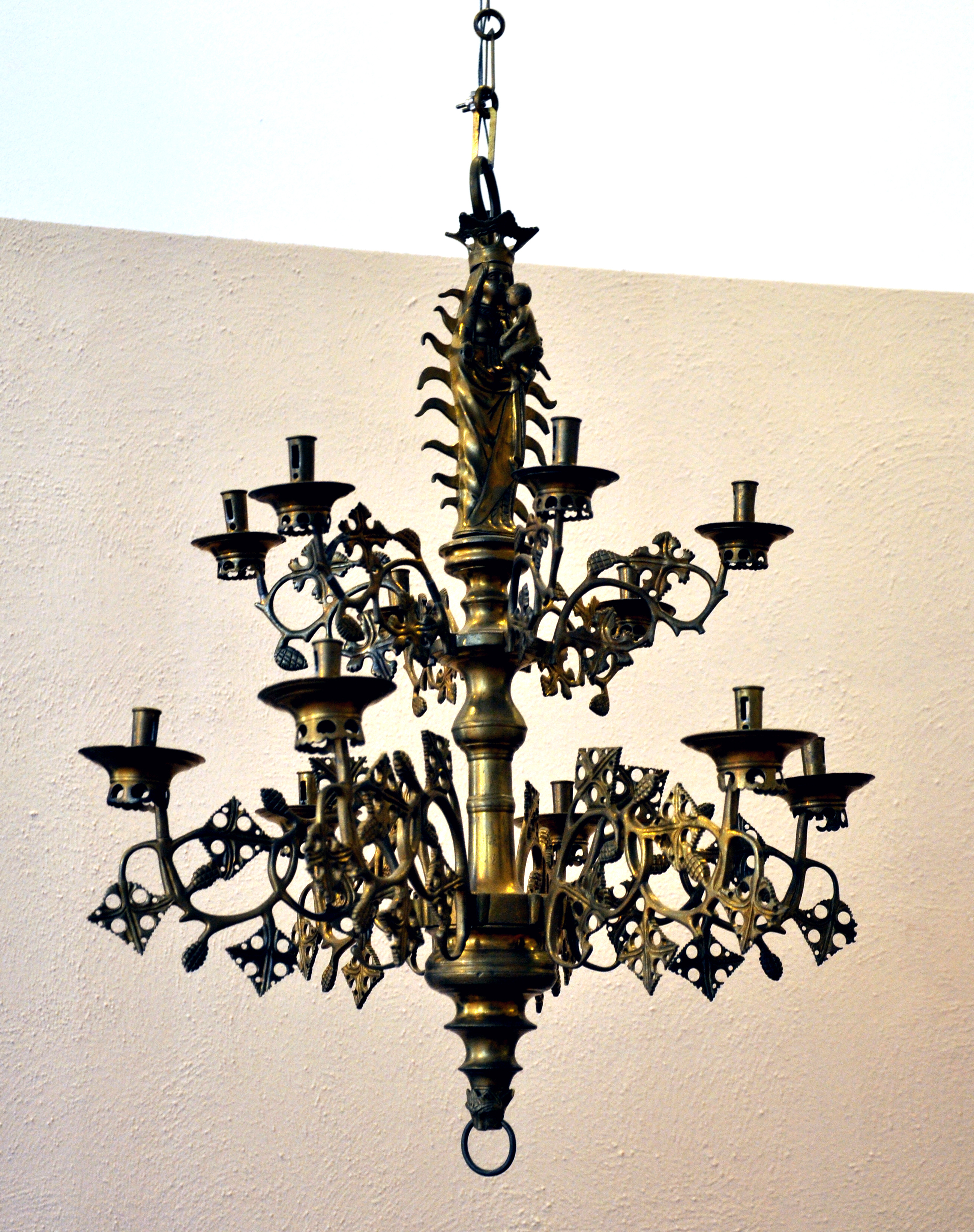
Gotischer Kronleuchter, Deutschland, nach 1500; MAK Frankfurt
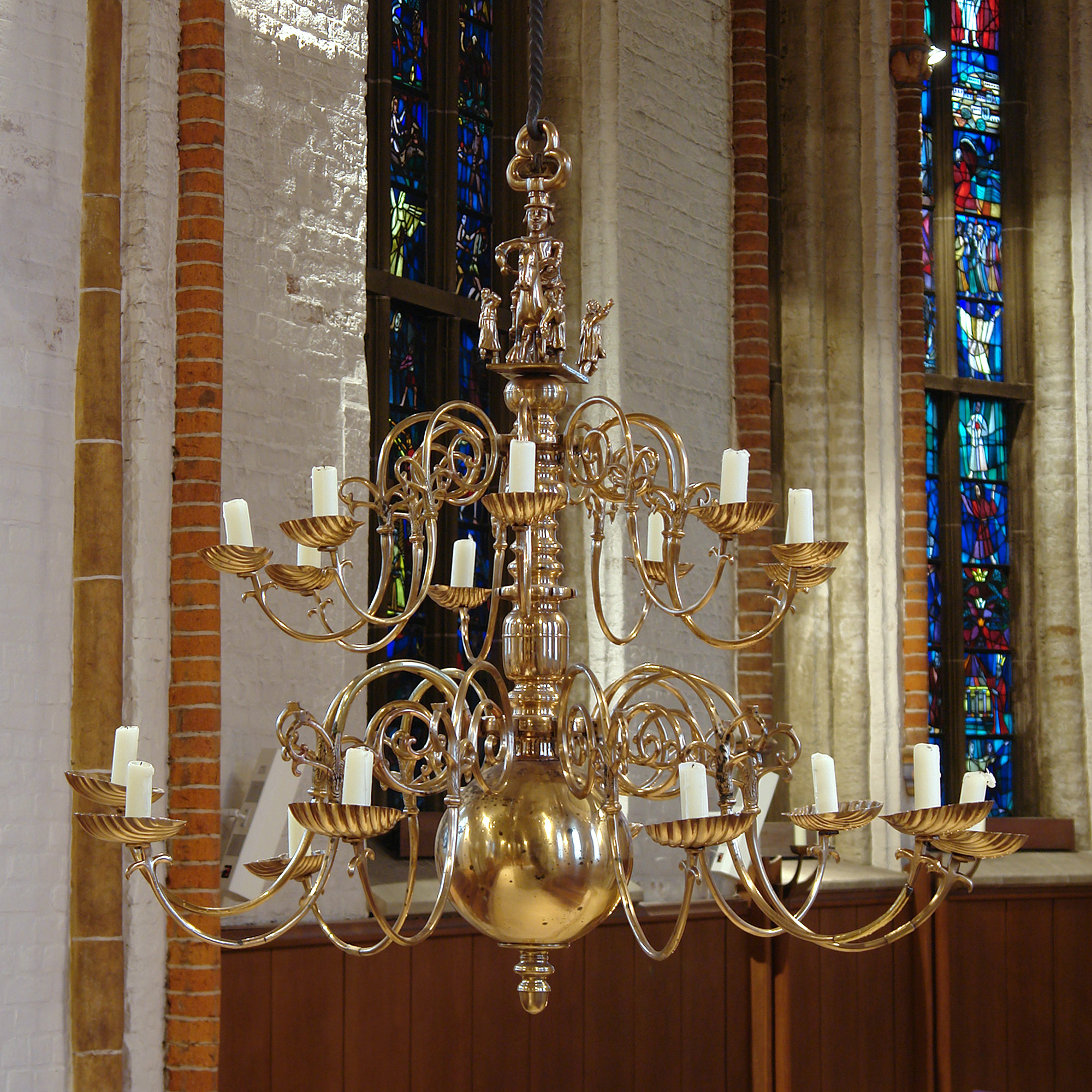
Messingkrone, 17. Jh., St. Martini (Bremen)

### Kristallleuchter
Die Entwicklung des Kristall-Kronleuchters beginnt im 16. Jahrhundert. Damals gab es in Oberitalien florierende Steinschneide-Werkstätten, in denen Bergkristall verarbeitet wurde und wo entsprechend viel Abfallstücke des wertvollen Rohstoffes übrig blieben. Sie wurden durchbohrt und zu kleinen Perlen, Tropfen und Kugeln geschliffen, die als Anhänger und Ketten rund um Hängeleuchter dekoriert wurden.
Um 1780 wurden in Freiburg im Breisgau die letzten Lusterbehänge aus Bergkristall geschliffen, bevor um 1860 in Idar-Oberstein erneut eine entsprechende Produktion in mäßigem Umfang einsetzte.
1673 soll Bernardo Peretto in Orléans die ersten Glaslüster hergestellt haben, die wohl noch mit Perlen und birnenförmigen Anhängern aus Hohlglas bestückt waren. Die Entwicklung der Glasherstellung im 18. Jahrhundert ermöglichte die preiswertere Produktion des Bleikristalls, was dazu führte, dass die Lichtbrechung des Kristalls schnell ein gern eingesetzter Effekt bei Glaskronleuchtern wurde. Die hohl geblasenen Anhänger wurden daher ersetzt durch Pendeloques, hängende, aus Flachglas geschnittene Elemente, die am Rand facettiert und in der Fläche poliert waren. Ab der Mitte des 18. Jahrhunderts kamen diese Behänge überwiegend aus Böhmen. Später wurden sie aus Pressglas hergestellt.
Um 1730 kamen die ersten Kronleuchter auf, deren (wie bei den Messing-Hängeleuchtern) S-förmig geschwungene Arme aus Glas geblasen waren.
Mit Beginn des 19. Jahrhunderts beeinflusste der Klassizismus auch die Gestalt der Kronleuchter, die jetzt gern mit Ketten aus zahllosen kleinen Glaskugeln behängt wurden, die dichte Flächen bildeten.

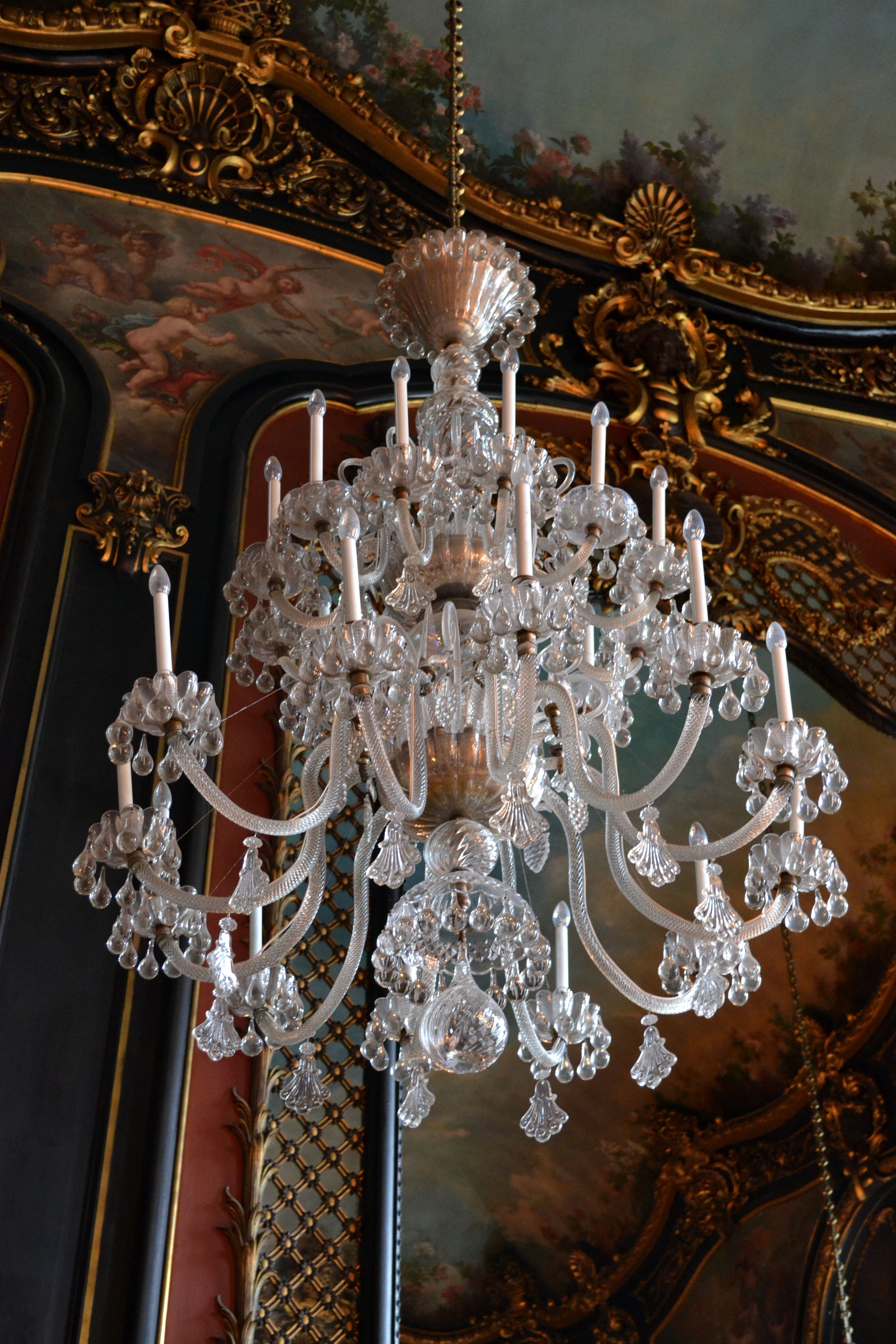
Kronleuchter mit geschliffenen Pendeloques, 18. Jahrhundert, Museum Schloss Pszczyna
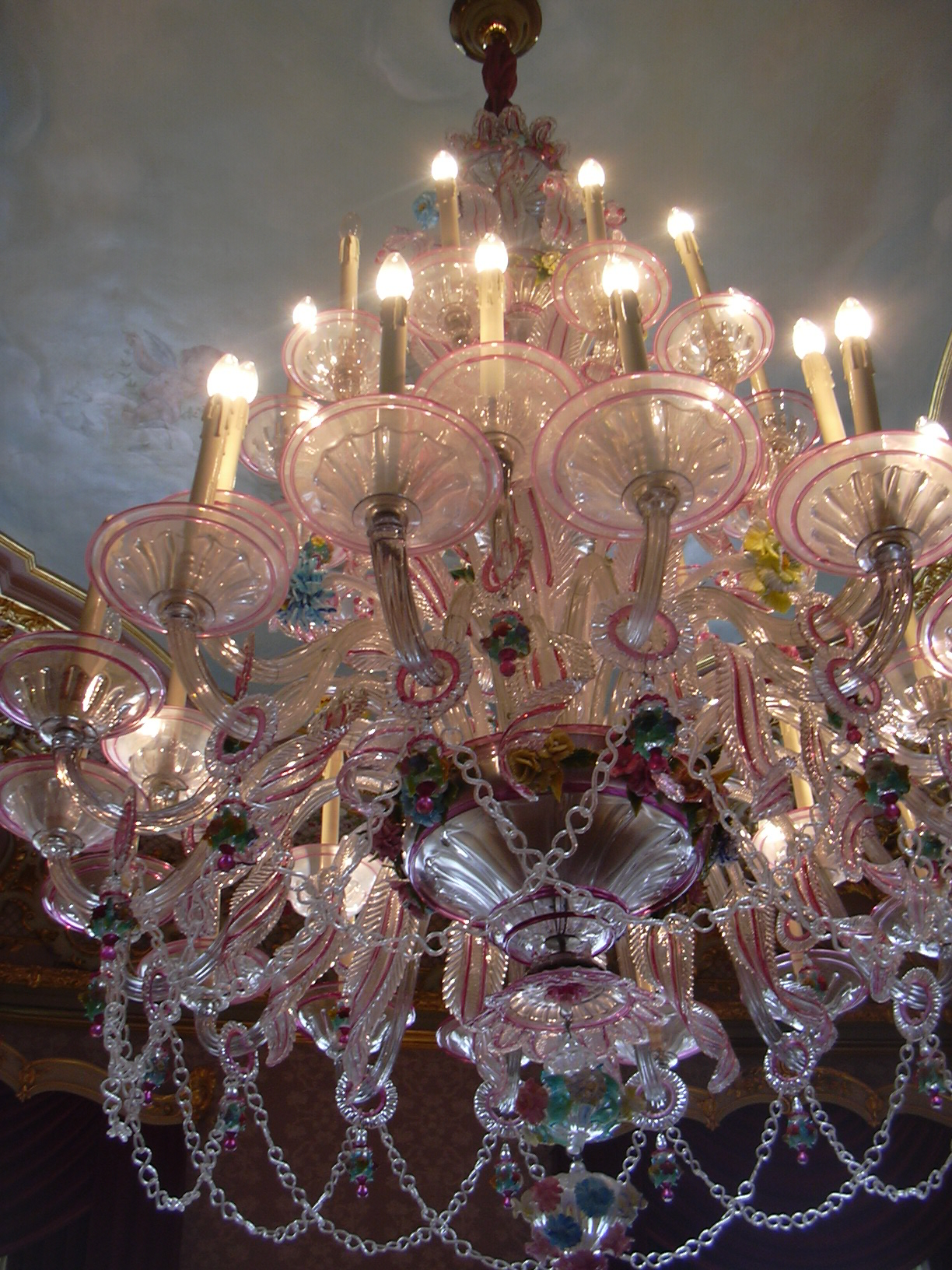
Spätbarocker Kristallglasleuchter, Schloss Philippsruhe
Kronleuchter, um 1800, Stockholm, Hallwyl Museum
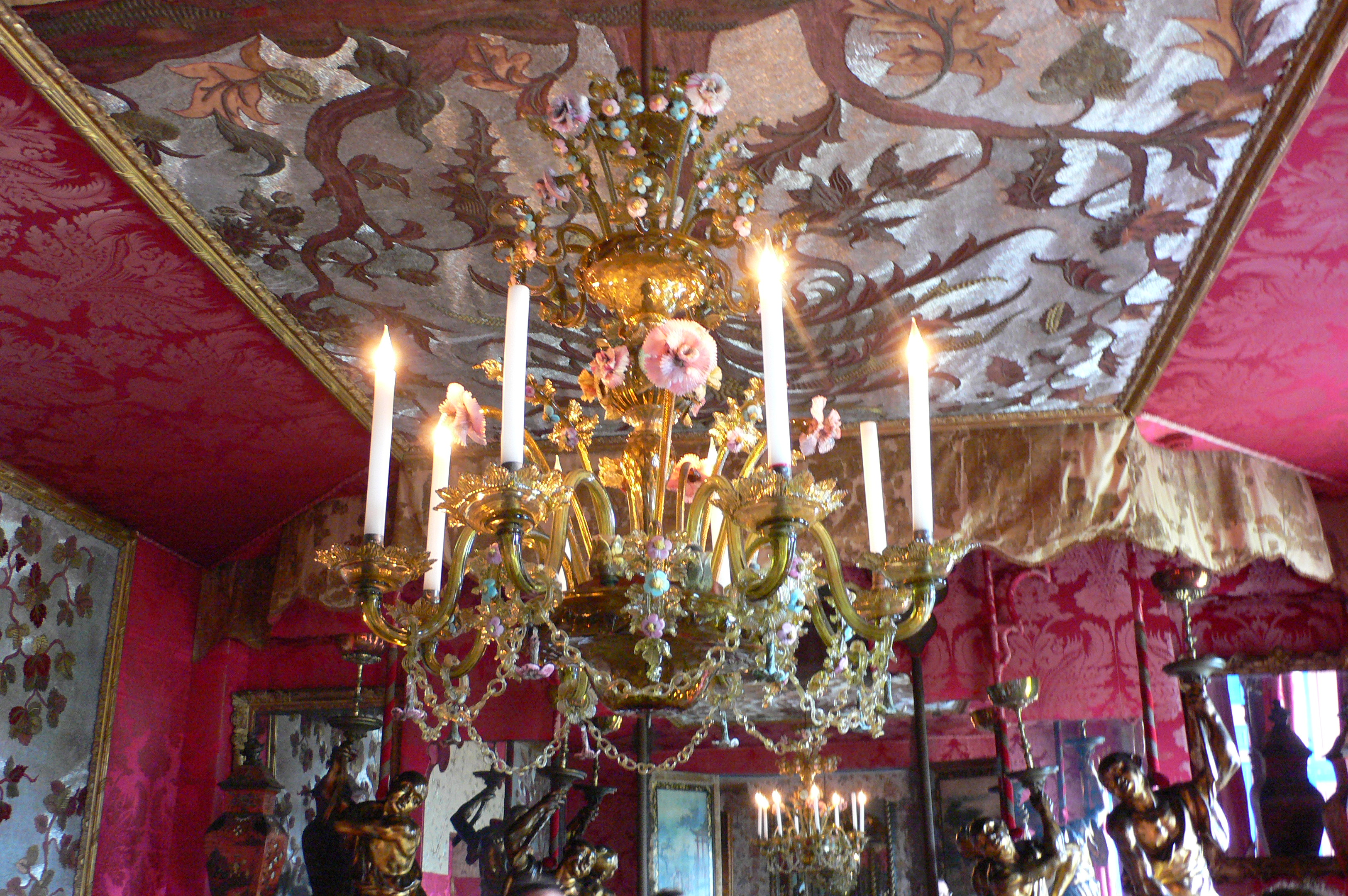
Kronleuchter im Hauteville House, Guernsey
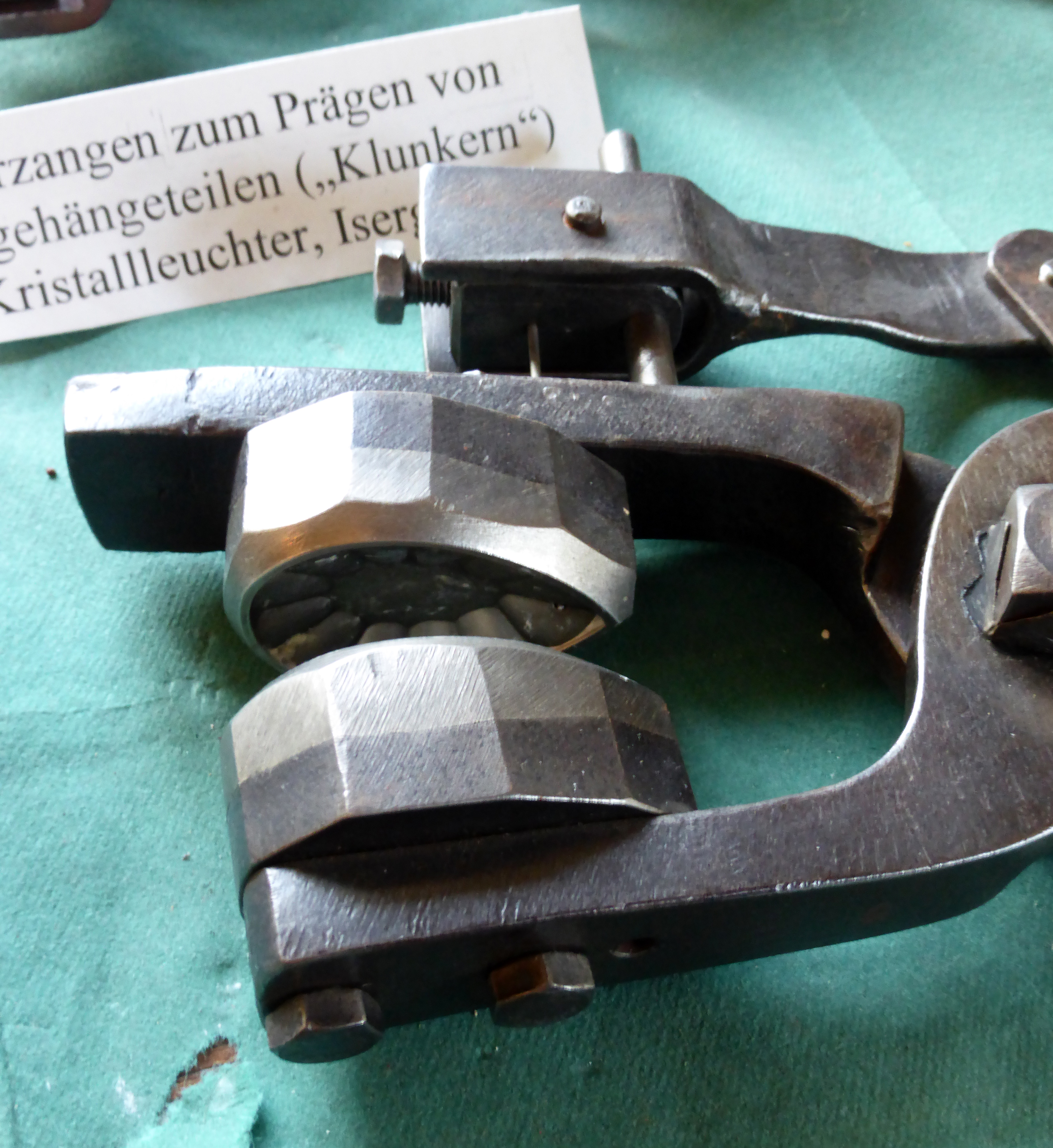
Pressglas-Lüsterzange zum Formen von Anhängern

## Berühmte Leuchter
Einer der größten Kronleuchter der Welt befindet sich im Wiener Rathaus. Der Prunkleuchter im Sitzungssaal des Gemeinderates hat ein Gewicht von 3,2 Tonnen und einen Durchmesser von mehr als fünf Metern. Er wurde für die Weltausstellung 1878 in Paris gebaut und danach im Wiener Rathaus aufgehängt. Um die einzelnen Glühlampen leichter wechseln zu können, wurde nachträglich im Inneren des Kronleuchters ein Wartungsgang aus Panzerglasplatten eingebaut. Der Kronleuchter wurde von Friedrich von Schmidt entworfen und vom k. u. k. Hoflieferanten der Bronze- und Silbermanufaktur Dziedzinski & Hanusch hergestellt.
Der Kronleuchter im Muayede Salonu des Dolmabahçe-Serails in Istanbul gehört mit seinen 4,5 Tonnen Gewicht und 750 Lampen ebenfalls zu den größten Kronleuchtern der Welt und wurde für den Erbauer des Serails, Sultan Abdülmecid I., von der Firma Hancock, Rixon & Dunt in London hergestellt. Durch das Auffinden eines Kaufbelegs ist die angebliche Schenkung des Kronleuchters durch Queen Victoria widerlegt.
Der wohl größte Kronleuchter der Welt hängt in der Gewölbedecke der Scheich-Zayid-Moschee. Er hat einen Durchmesser von 10 Metern, eine Höhe von mehr als 15 Metern und ein Gewicht von 12 Tonnen. Bestückt ist er mit 15.500 dimmbaren LEDs, die verschiedenfarbige Kristallgläser funkeln lassen. Er wurde von der Firma Faustig aus Stockdorf bei München gebaut.

## Hersteller (Auswahl)
Zu den bekanntesten Herstellern in Österreich-Ungarn zählten E. Bakalowits’ Söhne, J. & L. Lobmeyr, Jos. Zahn & Co. (heute Teil von Lobmeyr), Carl Oswald & Co., Zeisser, Habiger & Comp. und Dziedzinski & Hanusch. Diese Unternehmen statteten die kaiserlichen Schlösser und Residenzen sowie viele öffentliche und private Gebäude aus. Bakalowits, Lobmeyr und Oswald wurden zu k. u. k. Hoflieferanten ernannt. Ein Unternehmen, das sich nach dem Zweiten Weltkrieg verstärkt im Lustergeschäft betätigt, ist D. Swarovski.
In Böhmen entwickelte sich im 19. Jahrhundert eine Kristallglas-Industrie, die weit über die Grenzen der damaligen k. u. k. Monarchie bekannt war. Die böhmischen Hersteller lieferten das Glas für die Lusterhersteller. Zu den bekanntesten Herstellern von Lusterglas zählten Moser und die Hütte von Gottlob Kralik.
Prominenter französischer Hersteller ist Baccarat.

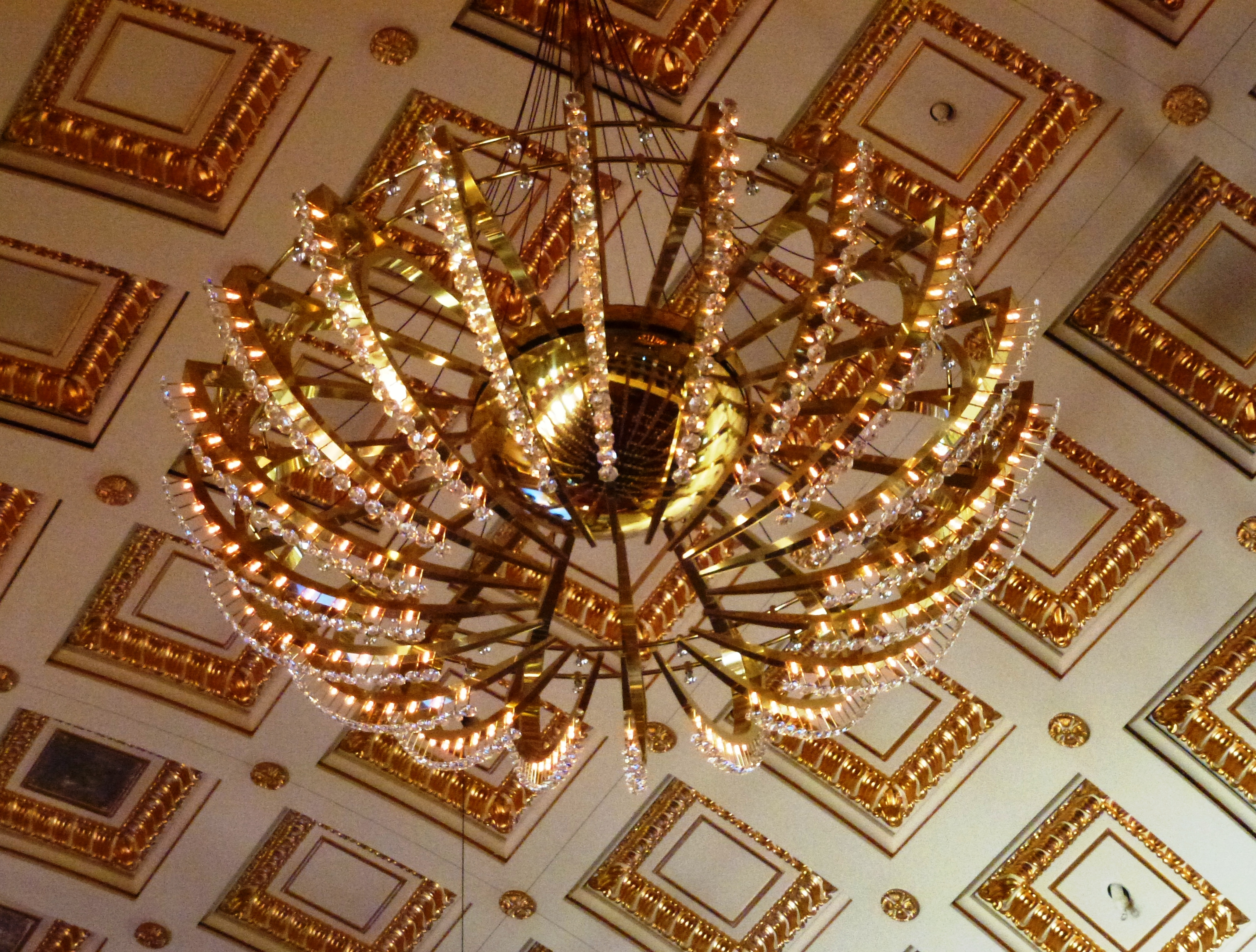
Kronleuchter im Kurhaus Baden-Baden
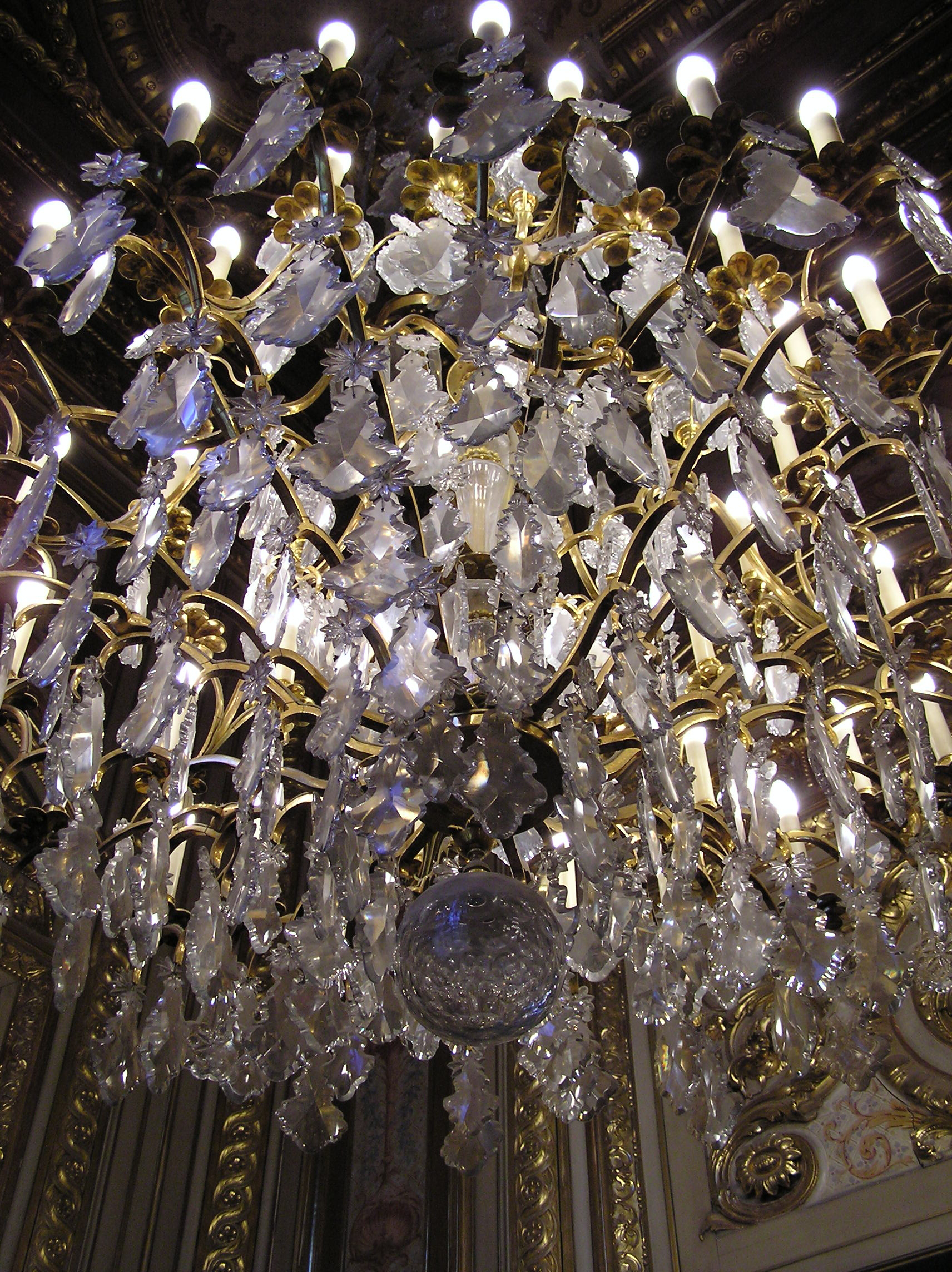
Kronleuchter Napoléons III. im Louvre, Paris
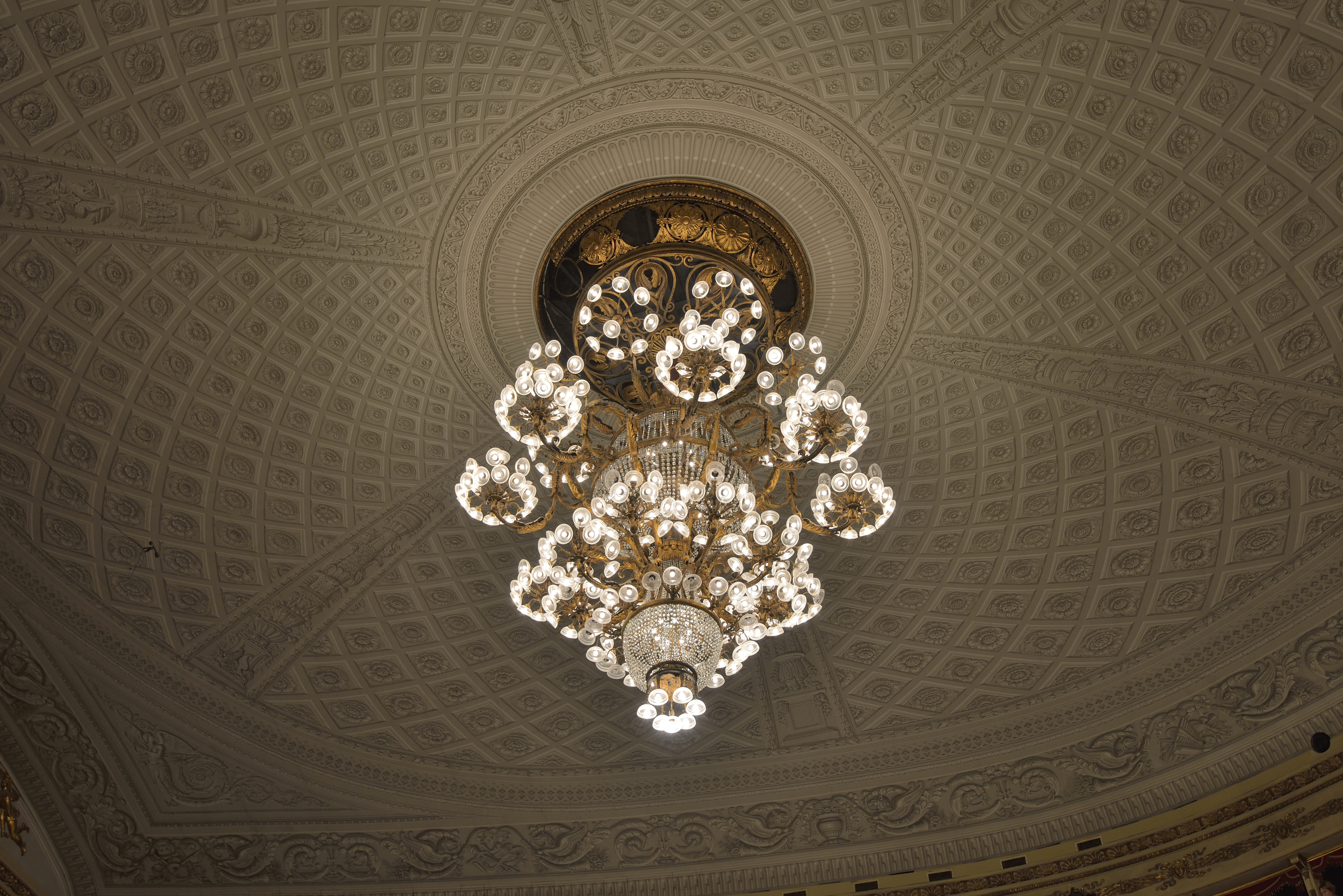
Kronleuchter im Teatro alla Scala in Mailand
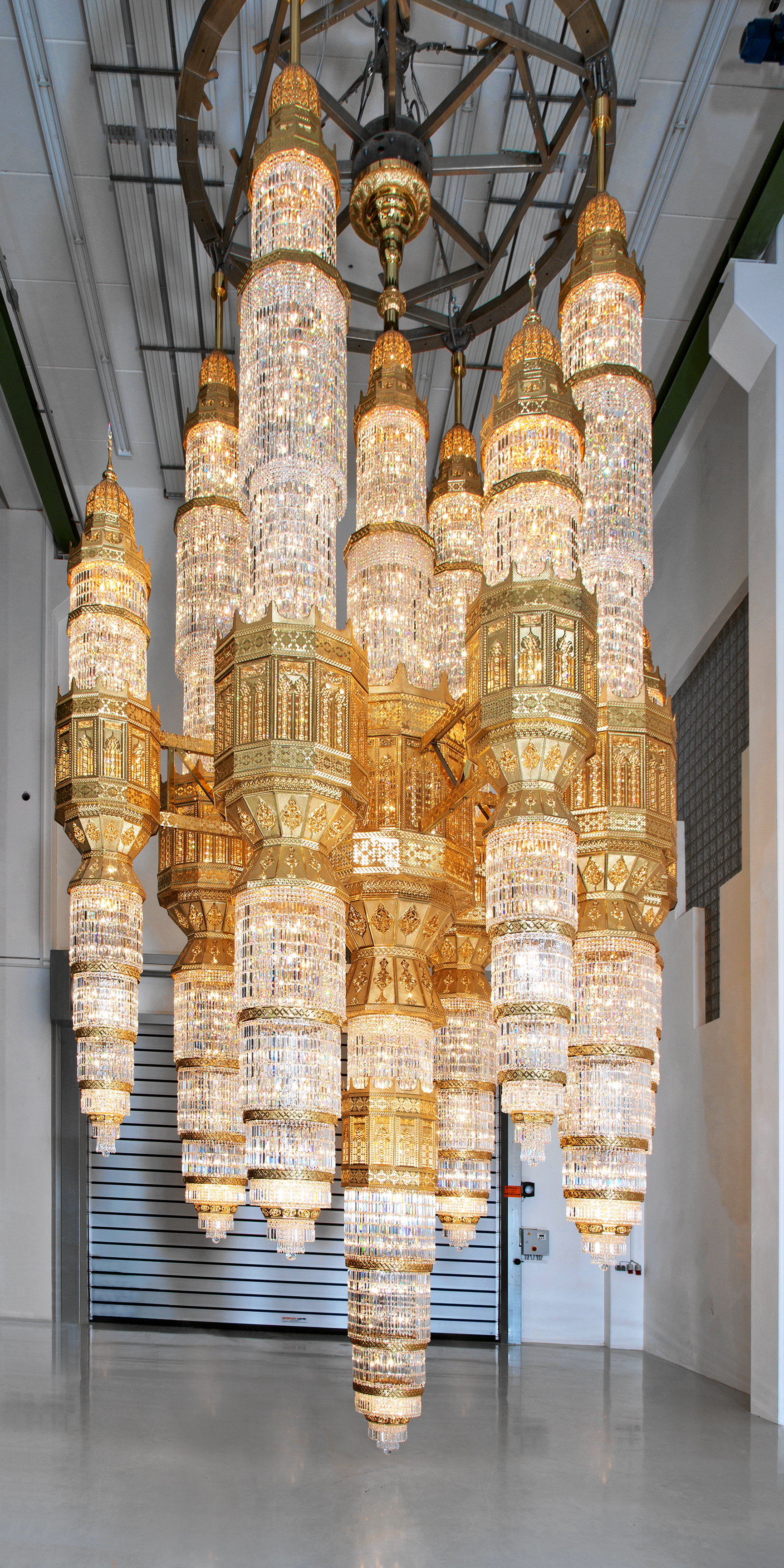
Kristallleuchter für die Al Amin-Moschee in Maskat (Oman) vor der Auslieferung
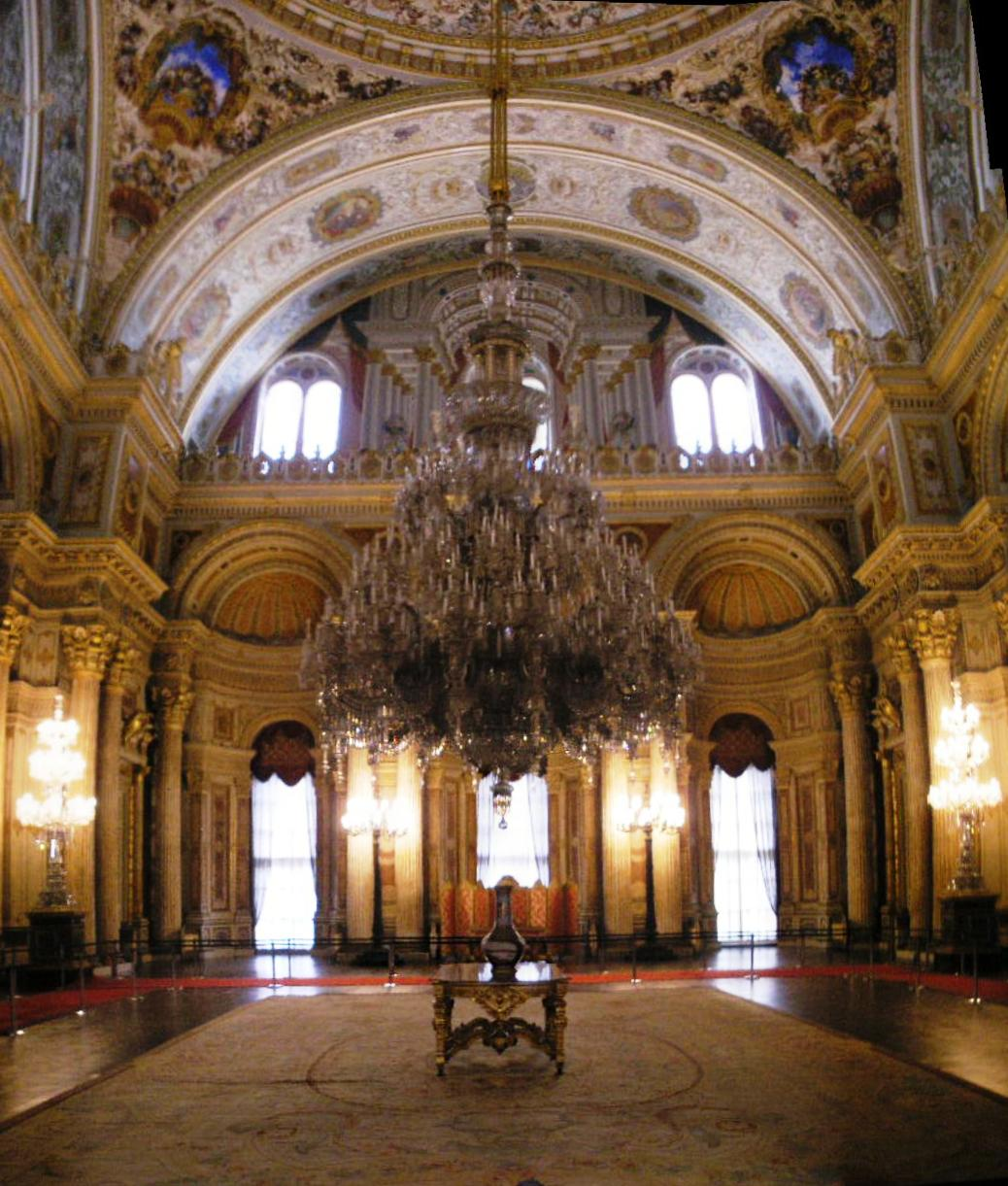
Kronleuchter im Dolmabahçe-Serail, Istanbul
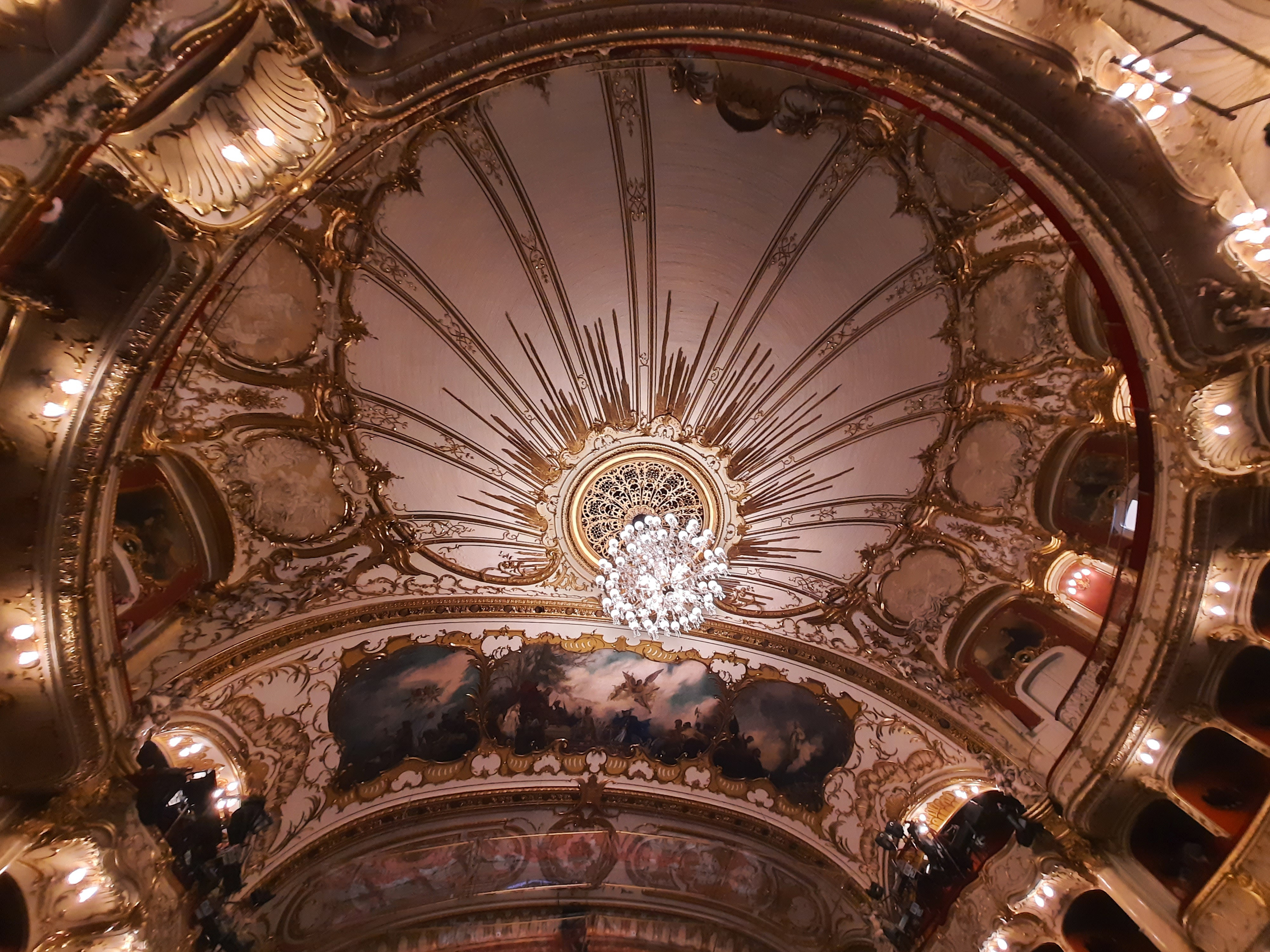
Opernhaus Graz, Kuppel mit Zentrallüster